# آن بوغارت
آن بوغارت (بالإنجليزية: Anne Bogart)‏ هي كاتبة مسرحية وكاتِبة ومخرجة أمريكية، ولدت في 25 سبتمبر 1951 في نيوبورت في الولايات المتحدة.

## وصلات خارجية
- آن بوغارت على موقع IMDb (الإنجليزية)
- آن بوغارت على موقع قاعدة بيانات الفيلم (الإنجليزية)